# جک گریلیش
جک گریلیش (انگلیسی: Jack Grealish؛ زادهٔ ۱۰ سپتامبر ۱۹۹۵) بازیکن فوتبال اهل انگلستان است که در پست وینگر چپ برای باشگاه فوتبال منچستر سیتی در لیگ برتر انگلستان و تیم ملی فوتبال انگلستان بازی می‌کند.
از باشگاه‌هایی که در آن بازی کرده‌است می‌توان به باشگاه فوتبال استون ویلا و باشگاه فوتبال نوتس کانتی و از همه مهم‌تر منچسترسیتی اشاره کرد. جک گریلیش از یک خانواده هوادار متعصب به آستون ویلا می‌باشد. پدر بزرگ جک گریلیش هم بازیکن فوتبال بود و به همراه باشگاه فوتبال آستون ویلا در سال ۱۹۰۵ قهرمان جام حذفی انگلستان شد.
جک گریلیش که متولد شهر بیرمنگام انگلستان است پدربزرگ ها و مادربزرگ هایش اهل ایرلند بودند به همین دلیل این اختیار را داشت که برای انگلستان یا ایرلند بازی کند. جک در رده سِنی زیر ۱۷، ۱۹، ۲۱ سال تیم ملی ایرلند جنوبی بازی کرد. وقتی او در یک تورنمنت دو بازی برای زیر ۲۱ سال انگلیس انجام داد مارتین اونیل سرمربی وقت ایرلند اعلام کرد با جک گریلیش به زودی به ما ملحق می‌شود ولی جک اعلام کرد این مطلب کذب است و به اردوی تیم ایرلند نرفت، بعد از مدتی اونیل گفت جک حتی پاسخ تماس ما را نمی‌دهد. فدراسیون فوتبال ایرلند وقتی برای آخرین بار جک را دعوت کرد وی مجدداً سر باز زده و اعلام کرد به دلیل حساسیت مسابقات باشگاهی می‌خواهد تمرکز خود را برای استون ویلا بگذارد به همین دلیل دیگر نمی‌تواند برای تیمهای پایه بازی کند. تمام این اتفاقات نشان داد جک تمایلی به بازی در ایرلند ندارد. وقتی گرت ساوتگیت او را به تیم بزرگسالان انگلیس دعوت کرد جک اعلام کرد که این دعوت را پذیرفته و در تیم ملی انگلستان بازی خواهد کرد. در مقدماتی اروپا وقتی ایرلند و انگلیس در یک گروه قرار داشتند شایعه شد که جک از مربیان خواسته بود او را فعلاً به تیم ملی انگلیس دعوت نکنند. مهم‌ترین افتخار تیمی جک گریلیش تا سال ۲۰۲۱ کسب نایب قهرمانی به همراه تیم ملی انگلیس در جام ملتهای اروپا ۲۰۲۰ است.

## آمار ملی

### بازی‌های ملی
تا تاریخ ۲۰ نوامبر ۲۰۲۳
| انگلستان | انگلستان | انگلستان | انگلستان |
| سال      | بازی     | گل       | پاس گل   |
| -------- | -------- | -------- | -------- |
| ۲۰۲۰     | ۵        | ۰        | ۲        |
| ۲۰۲۱     | ۱۳       | ۱        | ۳        |
| ۲۰۲۲     | ۱۱       | ۱        | ۱        |
| ۲۰۲۳     | ۶        | ۰        | ۱        |
| مجموع    | ۳۵       | ۲        | ۷        |

### گل‌های ملی
| شماره | تاریخ          | میزبان | بازی ملی | حریف   | نتیجه | رقابت                  |
| ----- | -------------- | ------ | -------- | ------ | ----- | ---------------------- |
| ۱     | ۹ نوامبر ۲۰۲۱  | لا ولا | ۱۶       | آندورا | ۵–۰   | مقدماتی جام جهانی ۲۰۲۲ |
| ۲     | ۲۱ نوامبر ۲۰۲۲ | دوحه   | ۲۵       | ایران  | ۶–۲   | جام جهانی ۲۰۲۲ قطر     |